# Карадере (Драмско)
Вижте пояснителната страница за други значения на Кара дере.
Карадере или Кара дере (на гръцки: Ελατιάς, Елатияс, до 1927 година, Καρά Ντερέ, Кара дере) е обезлюдено село в Република Гърция, разположено на територията на дем Драма, област Източна Македония и Тракия.

## География
Карадере се намира на югозападните склонове на Родопите на едноименната река Карадере (Ватирема) и попада в историко-географската област Рупчос. Съседните му села са Каинчал, Дерекьой, Пулово, Чернак и Горно и Долно Аликьой. Селото е разположено във и е център на горското стопанство Карадере. Мястото, на което се намира селото, днес се нарича Кутра. Разстоянието от селото до град Драма е 72 km, а до Либан 22 km.

## История

### В Османската империя
Според Стою Шишков към края на XIX век село Карадере попада в Рупчоската каза и населението му се състои от помаци.

### В Гърция
През Балканската война в 1912 година в селото влизат български части. След Междусъюзническата война в 1913 година Карадере попада в Гърция. Според гръцката статистика, през 1913 година в Кара дере (Καρά Ντερέ) живеят 274 души. В 1920 година жителите на селото са 153.
През 1923 година жителите на Карадере са изселени в Турция по силата на Лозанския договор. През 1927 година името на селото е сменено от Кара Дере (Καρά Ντερέ) на Елатия (Ελατιά). В селото не са настанени гръцки бежанци от Турция, но в него е разположена гранична застава и в 1940 година има 32 жители всички мъже.
| Година    | 1913 | 1920 | 1928 | 1940 | 1951 | 1961 | 1971 | 1981 | 1991 | 2001 | 2011 | 2021 |
| --------- | ---- | ---- | ---- | ---- | ---- | ---- | ---- | ---- | ---- | ---- | ---- | ---- |
| Население | 274  | 153  | 32   |      |      |      |      |      |      |      |      |      |